# Ash (banda)
Ash é uma banda originária de Downpatrick, Irlanda do Norte em 1992. Sua música costumava ser classificada como britpop, devido ao fato de a banda ter se tornado popular na mesma época em que o termo se espalhou pela grande mídia. O estilo musical da banda apresenta influências também do punk rock, do grunge e do hard rock.

## História
Os integrantes originais da banda são Tim Wheeler, Mark Hamilton e Rick McMurray. Aos três se juntou Charlotte Hatherley, que começou uma carreira solo como um projeto paralelo em 2005. Em 20 de janeiro de 2006, a gravadora de Charlotte, Double Dragon Music anunciou sua saída da banda.
Inspirados inicialmente por Twisted Sister e Iron Maiden no início da década de 1990, Tim e Mark formaram uma banda de heavy metal chamada Vietnam com alguns colegas de escola. Após duas apresentações os dois foram abandonados pelos demais integrantes. A procura de um baterista encontraram Rick, que estava uma série acima deles na escola e havia começado a tocar bateria, tendo largado a guitarra. Eles decidiram desenvolver suas próprias músicas, agora inspirados por bandas grunge como Nirvana, Mudhoney e Pixies.

## Integrantes

### Atualmente
- Tim Wheeler - vocal e guitarra
- Mark Hamilton - baixo
- Rick McMurray - bateria

### Ex-integrantes
- Charlotte Hatherley - guitarra e vocais (1997-2006)

## Discografia

### Álbuns
- Trailer — (outubro de 1994)
- 1977 — (6 de maio de 1996)
- Live at the Wireless — (17 de fevereiro de 1997)
- Nu-Clear Sounds — (5 de outubro de 1998)
- Free All Angels — (23 de abril 2001)
- Intergalactic Sonic 7″s — (9 de setembro de 2002)
- Meltdown — (17 de maio de 2004)
- Twilight of the Innocents - (2 de julho de 2007)
- Kablammo! (2015)
- Islands (2018)

### Singles
- "Jack Names the Planets" — (fevereiro de 1994)
- "Petrol" — (5 de agosto de 1994)
- "Uncle Pat" — (17 de outubro de 1994)
- "Kung Fu" — (20 de março de 1995)
- "Girl from Mars" — (31 de julho de 1995)
- "Angel Interceptor" — (9 de outubro de 1995)
- "Goldfinger" — (15 de abril de 1996)
- "Oh Yeah" — (24 de junho de 1996)
- "A Life Less Ordinary" — (25 de outubro de 1997)
- "Jesus Says" — (21 de setembro de 1998)
- "Wildsurf" — (23 de novembro de 1998)
- "Shining Light" — (29 de janeiro de 2001)
- "Walking Barefoot" — (março de 2002) - Apenas na Austrália
- "Burn Baby Burn" — (2 de abril de 2001)
- "Sometimes" — (9 de junho de 2001)
- "Candy" — (1° de outubro de 2001)
- "There's a Star" — (31 de dezembro de 2001)
- "Envy" — (26 de agosto de 2002)
- "Jack Names The Planets" — (2 de dezembro de 2002)
- "Clones" — (25 de fevereiro 2004)
- "Orpheus" — (3 de maio de 2004)
- "Starcrossed" — (19 de julho de 2004)
- "Renegade Cavalcade" — (6 de dezembro de 2004)
- "You Can't Have It All" - (16 de abril de 2007)
- "I Started A Fire" - (16 de abril de 2007)
- "Polaris" - (18 de junho de 2007)
- "End of the World" - (10 de setembro de 2007)
- "Return of White Rabbit" - (2009)
- "True Love 1980" - (2009)
- "Joy Kicks Darkness" - (2009)
- "Arcadia" - (2009)
- "Tracers" - (2009)
- "The Dead Disciples" - (2009)
- "Pripyat" - (2009)
- "Ichiban" - (2010)
- "Space Shot" - (2010)
- "Neon" - (2010)
- "Command" - (2010)
- "Song of Your Desire" - (2010)
- "Dionysian Urge" - (2010)
- "War with Me" - (2010)
- "Dare to Dream" - (2010)
- "Mind Control" - (2010)
- "Insects" - (2010)
- "Binary" - (2010)
- "Physical World" - (2010)
- "Spheres" - (2010)
- "Instinct" - (2010)
- "Summer Snow" - (2010)
- "Carnal Love" - (2010)
- "Embers" - (2010)
- "Change Your Name" - (2010)
- "Sky Burial" - (2010)
- "There Is Hope Again" - (2010)
- "Cocoon" - (2015)
- "Free" - (2015)
- "Machinery" - (2015)
- "Buzzkill" - (2018)
- "Annabel" - (2018)
- "Confessions in the Pool" (2018)

### EPs
- Numbskull" — (26 de abril de 1999)
- Satellite Transmissions Volume 1" — (maio de 2003)

### Fitas demo
- Solar Happy" — (julho de 1992)
- Shed" — (setembro de 1992)
- Home Demo" — (novembro de 1992)
- Garage Girl" — (fevereiro de 1993)
- Pipe Smokin' Brick" — (1993)